# Kościół Chrystusa Króla w Przeworsku
Kościół Chrystusa Króla w Przeworsku – kościół parafialny znajdujący się w Przeworsku, przy ul. Misiągiewicza.

## Historia
Parafia Chrystusa Króla w Przeworsku została erygowana 15 września 2000 przez abpa Józefa Michalika. 16 września 2001 bp Adam Szal poświęcił plac pod budowę kaplicy i kościoła. Po 3 miesiącach wzniesiono kaplicę wraz z częścią socjalną. Abp Józef Michalik poświęcił nowo wybudowaną kaplicę 16 grudnia 2001. 17 maja 2005 rozpoczęto prace przy wznoszeniu kościoła. 26 września 2010 wmurowano kamień węgielny. Kościół zbudowano w stylu neogotyckim z fasadą i wieżą, na dachu jest wieżyczka na sygnaturkę. Natomiast we wnętrzu znajduje się figura Jezusa Ukrzyżowanego.

## Galeria

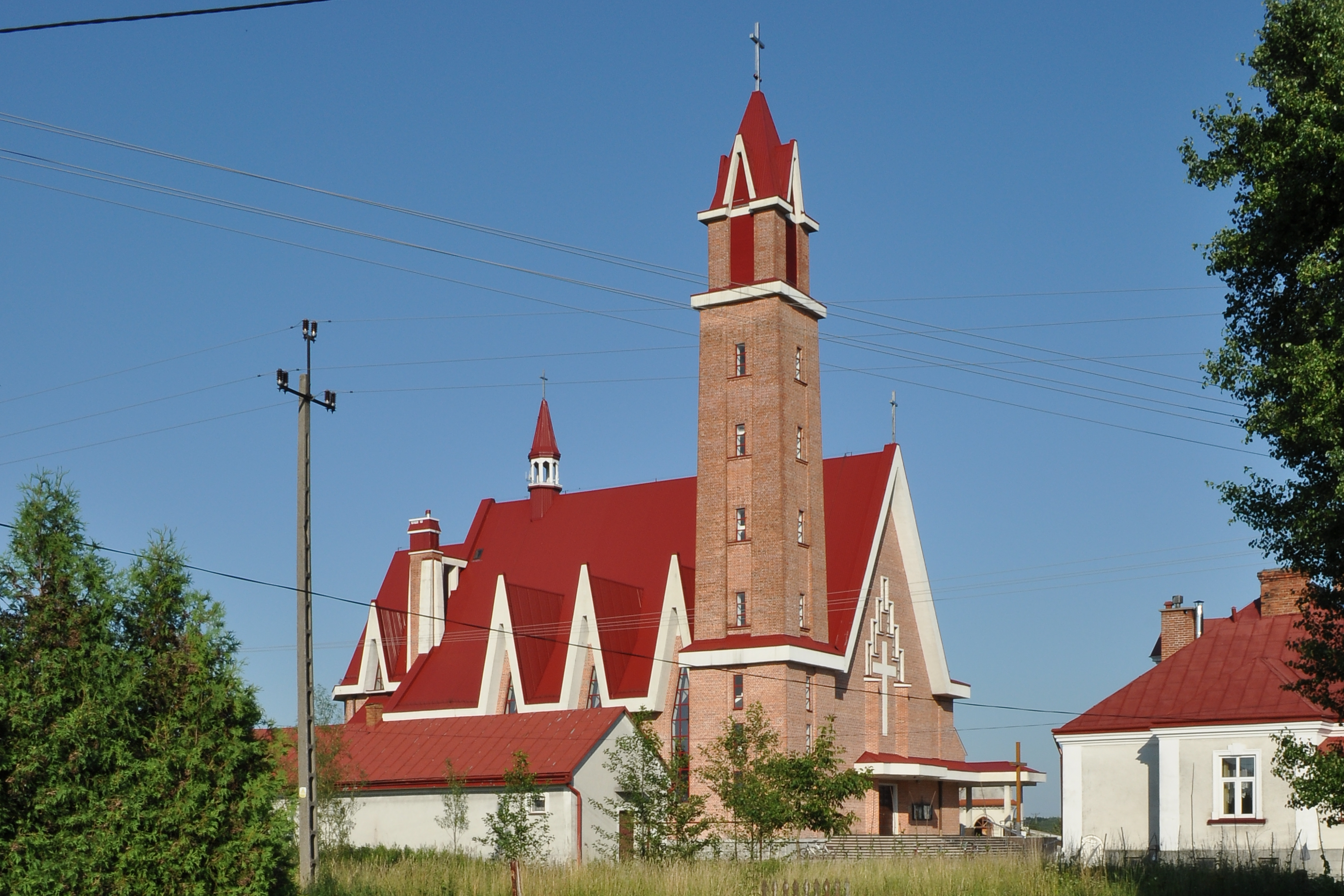
Bliźniaczy kościół św. Marka Ewangelisty w Mielcu-Rzochowie